# Peter Cook (Politiker)

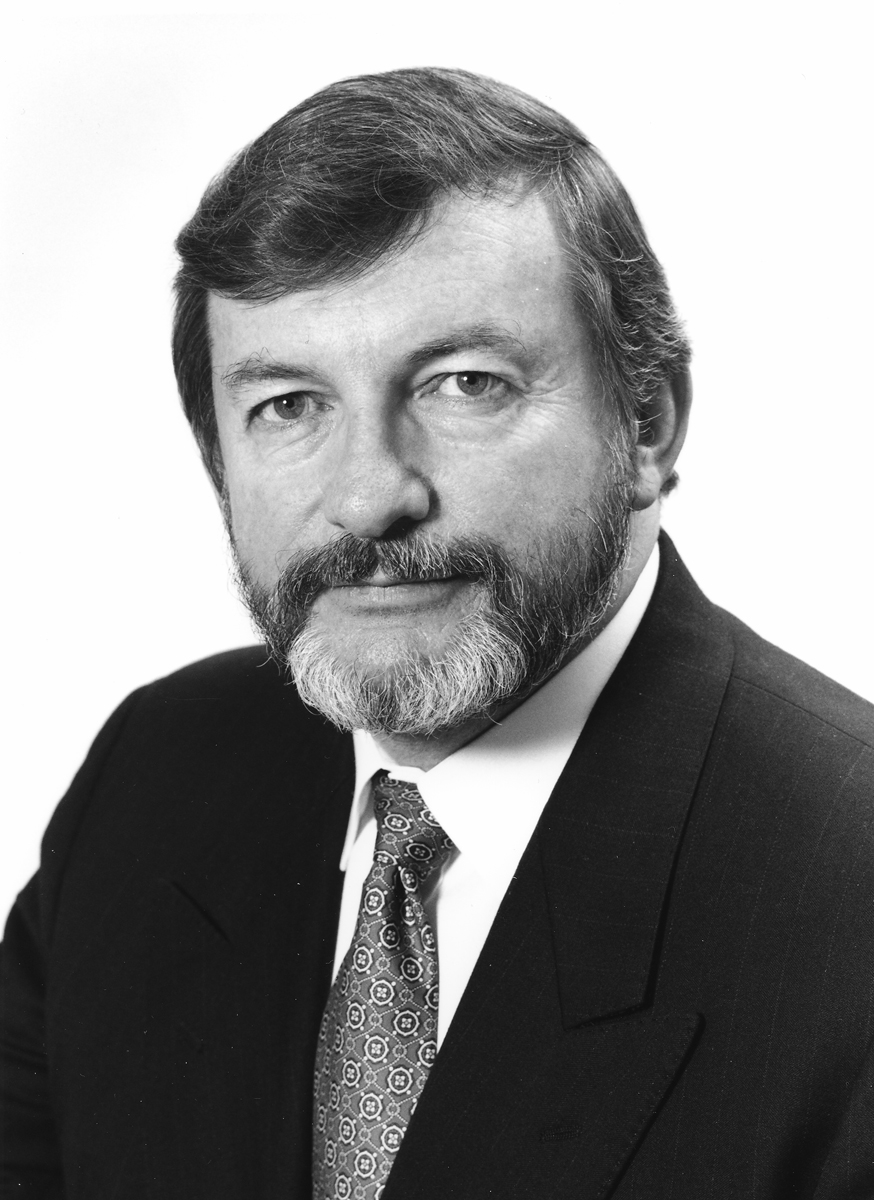
Peter Cook

Peter Francis Salmon Cook (* 8. November 1943 in Melbourne; † 3. Dezember 2005 in Perth) war ein australischer Politiker, Mitglied des Senats sowie Minister.

## Leben
Cook wurde 1943 als Sohn eines Arbeiters in Melbourne geboren. 1975 wurde er zum Generalsekretär des WA Trades and Labour Council und 1983 als Vertreter von Western Australia in den australischen Senat gewählt. Cook war Minister in den Kabinetten der Premierminister Bob Hawke und Paul Keating. Zwischen 1988 und 1996 war Peter Cook Umweltminister, Industrieminister, Wirtschaftsminister und Minister für Industrie, Wissenschaft und Technologie. 2004 wurde Cook Professor an der Curtin University of Technology in Perth.
Im Juni 2005 trat Cook nach einer Krebsdiagnose von seinen Ämtern zurück. Er verstarb mit 62 Jahren und hinterließ seine Frau und vier Kinder.